# Спитек I з Ярослава
Спитек І Лелівіта з Тарнова, Ярослава (1367 —1435) — польський шляхтич гербу Леліва, військовий та державний діяч Королівства Польського (Яґеллонів).

## Життєпис
Син старости генерального Русі Яна з Тарнова і Катерини Тарновської. Королева Ядвіґа 1387 року подарувала Янові з Тарнова місто Ярослав, Пшеворськ. Внаслідок цього його син прибрав ім'я Спитко І з Тарнова і Ярослава, започаткувавши рід Ярославських — як гілку роду Тарновських. Він поділив старі та отримані міста та прилеглі «ключі» поміж синами Яном і Спитком, який отримав Ярослав і Белжець.
Посади: воєвода сандомирський з 1433 року, генеральний староста Русі з 1422 року.
У шлюбі з Сандохнею зі Зґлобеня народилось п'ятеро дітей:
- Ян Ярославський, загинув 1442 року в Угорщині
- Рафал з Тарнова і Ярослава
- Спитек ІІ Ярославський
- Ядвіга Ярославська з Лежайська (1428—1479), видана заміж 1462 року
- НН (Катажина) Ярославська, близько 1442 року видана за Петра з Червоного Костелу.